# Château de Saint-Brisson
Pour les articles homonymes, voir Saint-Brisson (homonymie).
 (indiquez la date de pose grâce au paramètre date).
Le château de Saint-Brisson est un château qui se dresse sur la commune française de Saint-Brisson-sur-Loire, dans le département du Loiret en région Centre-Val de Loire.
Aux confins du Berry et aux portes de l'Orléanais, il surplombe la rive gauche du lit majeur de la Loire, asséché lors de l'ouverture du canal latéral à la Loire à la fin du XIXe siècle dans la commune voisine de Saint-Firmin-sur-Loire.
Le château de Saint-Brisson est le château de la Loire situé le plus en amont sur le fleuve.

## Localisation
Le château est situé à 6 km de Gien, sur la rive gauche de la Loire, en surplomb d'un ancien bras mort du fleuve, et environ à 9 km de Briare dans la région naturelle du Giennois.

## Historique

### Moyen Âge
Le castrum est cité dans des textes avec son premier seigneur connu, Probert de Saint-Brisson, qui est mentionné à partir de 1061 à propos d'évènements qui se sont produits vers 1060. Il apparaît alors comme un soutien de l'abbaye de Fleury contre un seigneur nivernais. Il fait don à l'abbaye de son église Sainte-Marie en 1060 qui apparaît comme étant à l'intérieur du castrum de Saint-Brisson dans la confirmation de la possession  par le pape, en 1072.
Le castrum est cité par Suger citant une action militaire de Louis VI, en 1135, qui aurait « détruit le castrum par les flammes, et contraint la turris et le seigneur à se rendre » car ce dernier se serait rendu coupable de déprédations sur des marchands. Louis VI a probablement détruit la turris, tour maîtresse romane et de palissades.
Le château réapparaît dans les textes en 1181. Il est tenu par Étienne Ier de Blois-Champagne, comte de Sancerre. Il détient le castellum en alleu. En 1180 et 1181, le comte de Sancerre a participé à deux coalitions contre le jeune Philippe Auguste. Le comte de Sancerre ayant rendu un hommage au comte de Flandre pour le castellum de Sancti-Bricii, l'armée royale envahit et pille le comté. Le comte doit s'humilier devant le roi qui s'est probablement emparé du château. Finalement la place est rendu à Étienne de Sancerre qui accompagne le roi à la croisade. Il meurt devant les murs de Saint-Jean-d'Acre. Le comté de Sancerre passe à son fils Guillaume Ier de Sancerre, sauf Saint-Brisson et Châtillon-sur-Loing qui passent à son frère cadet Étienne II de Sancerre qui sont placés sous la tutelle de leur oncle Guillaume aux Blanches Mains, archevêque de Reims. En 1200-1201, le comte de Champagne possède presque toutes les terres du comté de Sancerre sauf Saint-Brisson pour laquelle il doit hommage au roi. En 1210, Guillaume de Sancerre confirme aux habitants de Saint-Brisson la charte de coutumes accordée par son père.

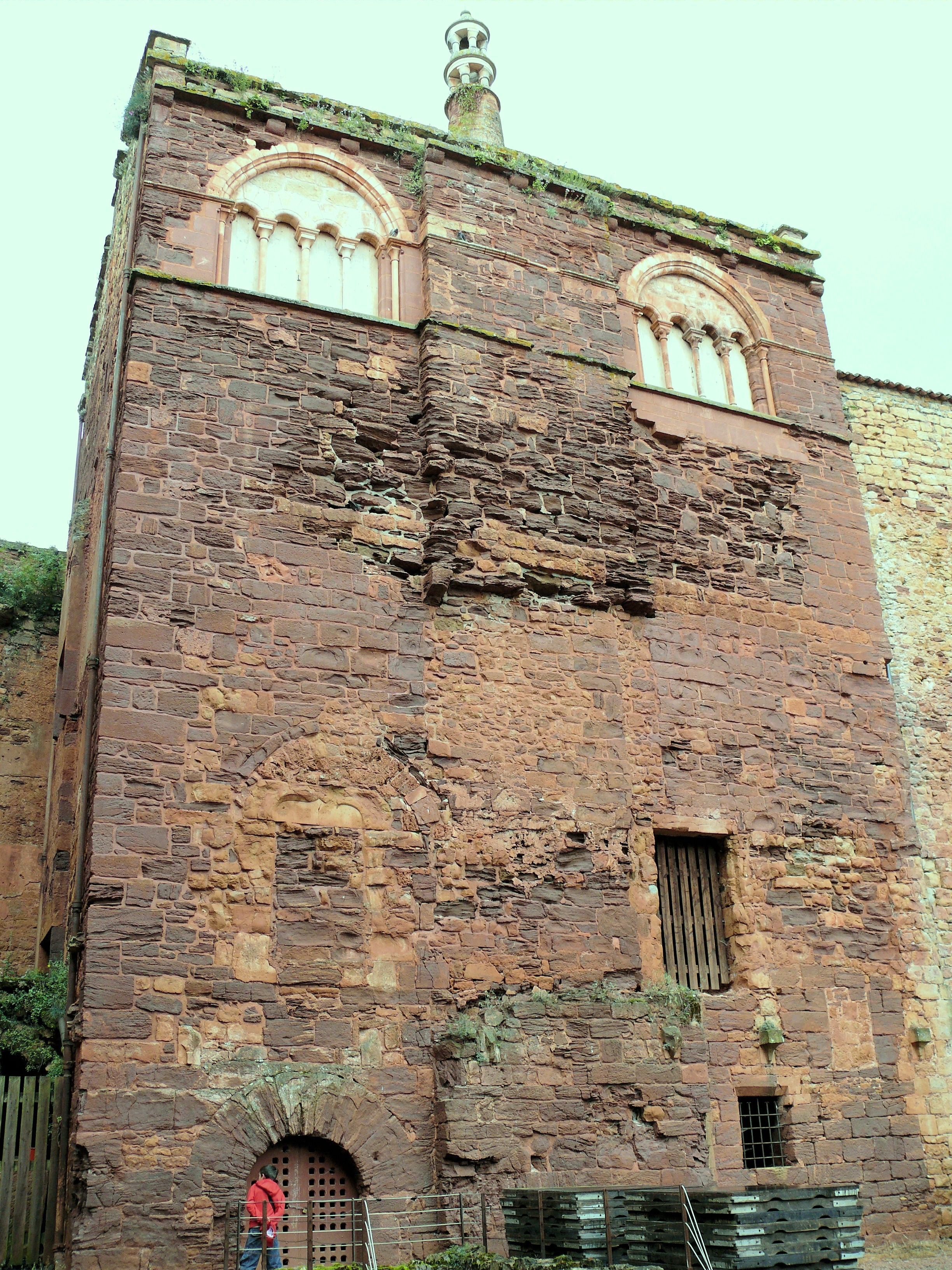
Château de Castelnau-Bretenoux.

La construction du château a dû être entreprise entre 1180 et 1200 par Étienne de Sancerre et peut-être par Guillaume aux Blanches Mains. Cette datation proposée par Denis Hayot est basée sur le manque de tour de flanquement avec archères qui s'imposent après 1200 ainsi que l'absence de talus en pied des tours qui apparaissent après cette date. L'analyse de la structure montre que le château actuel a été construit en une opération unique même si on constate une différence d'appareil entre les tours et les courtines mais les chaînages d'angles sont parfaitement intégrés aux tours et aux courtines. Il s'agit alors d'un palais-forteresse. Les vestiges de fenêtres subsistant dans la courtine nord du château montrent  qu'il y avait des claires-voies pour des fenêtres semblables à celles du château de Castelnau-Bretenoux. Le château de Saint-Brisson peut être rapproché du château de Druyes et du château de Brie-Comte-Robert.
La famille de Sancerre est propriétaire du château jusqu'en 1290.
Le château a été modifié au cours des siècles et passe de mains en mains jusqu'à la famille de Nevers.

### Époque moderne
En 1567, le château devient la propriété de la famille Séguier. Il est alors transformé en demeure d'habitation.
Sidoine Séguier, marquis de Saint-Brisson, né en 1738, militaire, homme de lettres, et disciple de Jean-Jacques Rousseau y meurt de tuberculose en 1773. Il est l'auteur bien oublié de plusieurs ouvrages, dont les Idylles françaises et Ariste ou les charmes de l'Honnêteté, réédités en 2006.
En 1793, pour effacer toute trace des prérogatives seigneuriales, son fils, Nicolas-Maximilien Séguier, fait abattre le châtelet d'entrée du château, une partie de la courtine ouest (jusqu'à l'actuelle terrasse), la tour ronde sud-ouest et l'intégralité de la courtine sud.

### Époque contemporaine
À partir de 1819, ses descendants font restaurer le château, inoccupé depuis la Révolution française, en reconstruisant le pavillon Charles X, le pavillon et la tour de la Marquise. Ils n'ont de cesse d'entretenir et de moderniser le château jusqu'au début du XXe siècle, en témoignent les nombreuses reprises de maçonneries au ciment gris et tirants installés dans la courtine ouest et les façades nord du logis principal.
La dernière descendante des marquis de Saint Brisson, Anne de Ranst de Berchem de Saint Brisson (1902-1996), lègue le domaine (château, communs, terres et mobilier) à la commune de Saint-Brisson-sur-Loire en juillet 1987. Le domaine est alors valorisé de différentes manières.
Côté château : une association délégataire de service public, l'association des Amis du château de Saint-Brisson (ACSB), est créée pour tenter de remettre le château en état et organiser des visites. Côté communs, ils sont vendus à un promoteur immobilier Vallogis pour en faire des appartements à faibles loyers.
En 2015, le conseil municipal de Saint-Brisson-sur-Loire vote la vente du château et d'une partie du parc à Lancelot Guyot par le biais de sa société, Tous Au Château, gestionnaire de plusieurs sites touristiques dont le château de La Ferté-Saint-Aubin en Val de Loire. Le mobilier est quant à lui vendu aux enchères ; on en retrouve une partie dans les collections publiques du Conseil départemental du Loiret, une autre partie est dispersée dans des collections privées.

### Aujourd'hui
Depuis sa reprise par la société Tous Au Château, le domaine est ouvert à la visite pour financer ses restaurations. Des activités touristiques et événementielles sont mises en place :  visites à thème, parcours aventure, escape game, festivals de musique. Le produit des visites a déjà permis de contribuer à la restauration de l'appartement de la marquise et les chambres de bonnes (2016) ; le billard et cabinet de curiosité (2017/2018) ; le grand salon et les replantations des perspectives historiques dans le parc (2019) ; les toitures, chéneaux et lucarnes de la courtine et des charpentes Renaissance (2020/2023). Ce chantier a reçu une aide de financement public de la D.R.A.C..

## Description

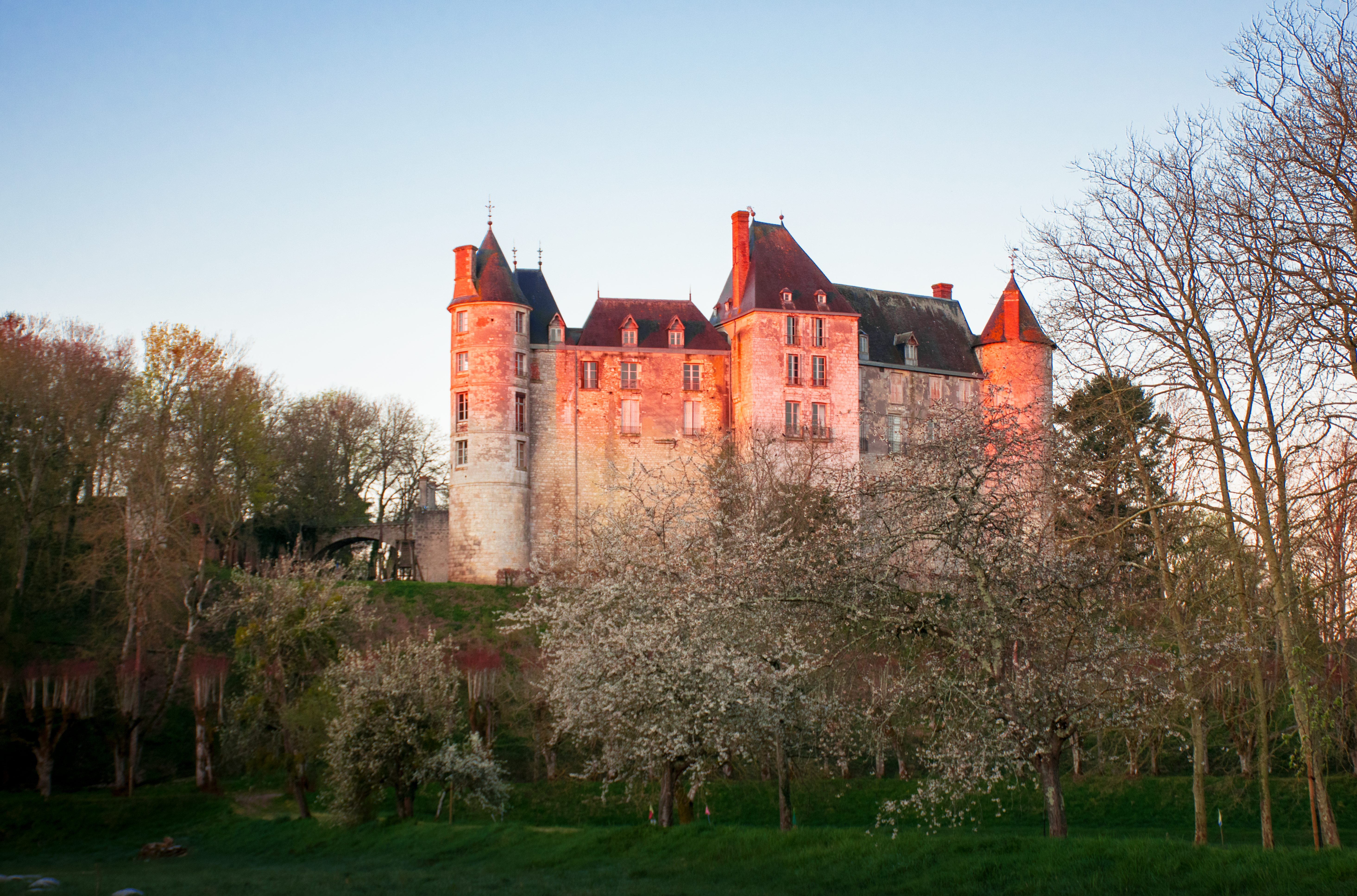
Le château de Saint-Brisson.

Le château construit vers 1180 par Étienne Ier de Sancerre se présente sous la forme d'une enceinte hexagonale subtriangulaire, flanquée en alternance de tours cylindriques et quadrangulaires, et dépourvu de tour maîtresse.
Les extérieurs comportent une collection de répliques de machines de guerre du Moyen Âge, dont un mangonneau, un couillard et une pierrière, mise en place par l'Association des Amis du Château et le conseil général du Loiret.
Un parc, aujourd'hui à l'anglaise, contient vergers en espaliers, alignements d'arbres et essences rares ainsi qu'une une île paysagée sur le principe de l'anamorphose (introduite par André Le Nôtre) actuellement à l'étude.

## Protection
Le parc, les terrasses, les douves et le château sont inscrit au titre des monuments historiques par arrêté du 7 avril 1993.